# سومرزيلون
السومرزيلون هو نوع يوصف بأنه من جذوع متحجرة من عاريات البذور تواجدت في العصر الثلاثي (الترياسي)، ووُجد في تشكيل الكاتيورتا في لينها ساو لويز ببلدية فاكسينال دو سوترنو في منطقة باليروتا. وقد سمي بهذا الاسم تكريماً للدكتور مارجوت جويرا سومر.

## الوصف
عبارة عن لب يتألف من خلايا برانشيمية وخلايا إسكلرنشيمية، والوعاء الخشبي الأساسي هو قوس النهاية، ويوجد في الوعاء الخشبي الثانوي نقاط مع هالات منتشرة، وهناك جدران نصف قطرية سميكة من القصيبات، مع عدم وجود قنوات راتنجية ونسيج برانشيمي محوري، مما يشير إلى وجود علاقة بالعائلة تاكساسيا.